# Nederlandse sociologie
Nederlandse sociologie is een tak van de sociologie die zich richt op de studie van de sociale structuren, processen en veranderingen binnen de Nederlandse samenleving. Dit omvat de analyse van thema's als sociale ongelijkheid, mobiliteit, integratie, cultuur, en de impact van beleidsmaatregelen. Nederlandse sociologie maakt gebruik van zowel kwantitatieve als kwalitatieve onderzoeksmethoden en is sterk verankerd in een empirische traditie. Het kenmerkt zich door een nauwe samenwerking met andere disciplines en een actieve deelname aan het publieke debat en de beleidsvorming in Nederland.

## Geschiedenis
In 1896 werd  door Sebald Rudolf Steinmetz de eerste leerstoel sociologie opgericht aan de Universiteit van Amsterdam. Steinmetz wordt beschouwd als een van de grondleggers van de Nederlandse sociologie. In de vroege jaren van de discipline lag de nadruk vooral op de studie van sociale structuren en instituties, zoals de familie, religie en economie. De vroege Nederlandse sociologie werd sterk beïnvloed door de Duitse sociologische tradities, met name door het werk van Max Weber en Georg Simmel.
In 1922 hield Willem Bonger als eerste Nederlandse hoogleraar sociologie zijn oratie aan de Gemeentelijke Universiteit Amsterdam.
De ideeën van sociograaf H.N. ter Veen speelde in de eerste helft van de 20e eeuw een belangrijke rol bij de inrichting van de IJsselmeerpolders als maakbare sociale werkelijkheid op z'n Nederlands.
Tijdens de wederopbouwperiode na de Tweede Wereldoorlog kende de Nederlandse sociologie een aanzienlijke groei en diversificatie. Sociologen begonnen zich steeds meer te richten op vraagstukken van sociale ongelijkheid, mobiliteit en de verzorgingsstaat. Het Centraal Bureau voor de Statistiek (CBS) en andere onderzoeksinstituten speelden een cruciale rol in het leveren van data voor sociologisch onderzoek. De invloed van het marxisme en de kritische theorie werd ook voelbaar, met een toenemende aandacht voor de rol van macht en ideologie in de samenleving. Sociologen als Abram de Swaan en Kees Schuyt droegen bij aan het debat over de Nederlandse verzorgingsstaat en sociale politiek.
In de eerste decennia van de 21e eeuw is verdere specialisatie en internationalisering van de Nederlandse sociologie gaande. Thema's zoals globalisering, migratie, en diversiteit krijgen steeds meer aandacht, mede door de veranderende demografische samenstelling van Nederland. De sociologie in Nederland wordt gekenmerkt door een sterke empirische traditie, met nadruk op kwantitatieve en kwalitatieve methoden. Daarnaast is er een groeiende samenwerking met disciplines als psychologie, politieke wetenschappen en economie. Nederlandse sociologen zijn actief betrokken bij het publiek debat en dragen bij aan beleidsvorming op verschillende niveaus van de overheid.

## Tijdschriften
Nederland kent diverse tijdschriften op het gebied van sociologie. De Universiteitsbibliotheek van Groningen heeft in samenwerking met de Nederlandse Sociologische Vereniging (NSV) een aantal van deze tijdschriften (retro) gedigitaliseerd die als de kern van de Nederlandse sociologie beschouwd kunnen worden. Het gaat daarbij om Sociologie (en dan met name de voorlopers SG en AST), Mens en Maatschappij, TVA, en Beleid en Maatschappij.
Jaargangen 1 (1974/75) t/m 8 (1981/82) verschenen onder de titel Amsterdams Sociologisch Tijdschrift (AST), van jaargang 9 (1982/83) t/m 14 (1987/88) verscheen het tijdschrift onder de titel Sociologisch Tijdschrift (ST) en van jaargang 15 (1988/89) tot 2005 is de naam weer Amsterdams Sociologisch Tijdschrift.
Uitgever van jrg.4 nr.2 tot en met jrg.27 nr.4 was Wolters-Noordhoff te Groningen. Vanaf jrg.28 nr.1 is de uitgever weer de Stichting Amsterdams Sociologisch Tijdschrift.

## Appendix